# Thơ văn xuôi
Thơ văn xuôi (tiếng Pháp: poème en prose) là một hình thức cơ bản của thơ được viết bằng văn xuôi. Thơ văn xuôi khác thơ tự do ở chỗ không phân dòng, không dùng hình thức dòng thơ (cũng gọi là "câu thơ") làm đơn vị nhịp điệu, không có vần.

Chất thơ của thơ văn xuôi được tạo nên bởi cấu tứ và suy tưởng giàu sức khơi gợi, bất ngờ, chất triết lý thâm thúy, thơ mộng.
Mẹ ơi, mẹ bảo quả táo trên cây chín đỏ là nhờ có mặt trời. Thế thì củ cải đỏ lớn lên trong lòng đất vì sao mà nó đỏ ?
Mẹ ơi, mẹ bảo gà trống gáy trời sáng, thế sao gà trống chết rồi mà trời vẫn sáng ?
Mẹ ơi, mẹ bảo con không nên hỏi mẹ như vậy, vì làm mẹ thì không bao giờ nói sai. Vậy thì con cũng sẽ không bao giờ nói sai, vì sau này con cũng sẽ làm mẹ.
Thơ văn xuôi có thể có hình thức đối thoại như Hoàng tử bé của Ăng-toan Xanh Ê-xu-pê-ri, Khách qua đường của Lỗ Tấn,... I. Tuốc-ghê-nhép (Nga) và R. Ta-go (Ấn Độ) là bậc thầy về thơ văn xuôi.